# Jacques Rolland (homme politique, 1852-1933)
Pour les articles homonymes, voir Rolland.
Jacques Maurice Rolland est un homme politique français né le 7 février 1852 à Gaillac (Tarn) et mort le 7 mars 1933 à Gaillac.
Charpentier, maire de Gaillac, il est député du Tarn de 1909 à 1910, inscrit au groupe radical-socialiste.

## Sources
- « Jacques Rolland (homme politique, 1852-1933) », dans le Dictionnaire des parlementaires français (1889-1940), sous la direction de Jean Jolly, PUF, 1960 [détail de l’édition]